# Stilbosis
Stilbosis is een geslacht van vlinders uit de familie van de prachtmotten (Cosmopterigidae). De wetenschappelijke naam is voor het eerst geldig gepubliceerd in 1860 door de Amerikaanse arts en entomoloog Brackenridge Clemens, samen met de beschrijving van de nieuwe soort Stilbosis tesquella uit Noord-Amerika.
De motten hebben dunne voorvleugels en borstelachtige achtervleugels. De larven zijn bladmineerders; gekende gastheerplanten behoren tot de geslachten Ostrya (berkenfamilie); Amphicarpaea, Lespedeza, Lonchocarpus en Rhynchosia (vlinderbloemenfamilie); Quercus (napjesdragersfamilie); Carya (okkernootfamilie) en Epilobium (teunisbloemfamilie).

## Soorten
- S. alcyonis Meyrick, 1917
- S. alsocoma Meyrick, 1917
- S. amphibola Walsingham, 1909
- S. antibathra (Meyrick, 1914)
- S. argyritis Meyrick, 1922
- S. condylota Meyrick, 1917
- S. cyclocosma (Meyrick, 1921)
- S. chrysorrhabda Meyrick, 1922
- S. devoluta Meyrick, 1917
- S. gnomonica Meyrick, 1917
- S. hypanthes Meyrick, 1917
- S. incincta Walsingham, 1909
- S. juvensis Walsingham, 1909
- S. lonchocarpella Busck, 1934
- S. nubila Hodges, 1964
- S. ornatrix Hodges, 1978

- S. pagina Hodges, 1978
- S. phaeoptera Forbes, 1931
- S. polygoni (Zeller, 1877)
- S. rotunda Hodges, 1978
- S. scleroma Hodges, 1978
- S. symphracta Meyrick, 1917
- S. synclista Meyrick, 1917
- S. tesquella Clemens, 1860
- S. turrifera Meyrick, 1921